# Cryptocentroides arabicus
Cryptocentroides arabicus és una espècie de peix de la família dels gòbids i de l'ordre dels perciformes.

## Morfologia
- Els mascles poden assolir 13,5 cm de longitud total.[4][5]

## Hàbitat
És un peix marí, de clima tropical i demersal.

## Distribució geogràfica
Es troba a l'Índic occidental: des del Mar Roig fins al Golf Pèrsic.

## Observacions
És inofensiu per als humans.